# Shahjahanpur (distrikt)
Shahjahanpur är ett distrikt i den indiska delstaten Uttar Pradesh, och hade 2 547 855 invånare år 2001 på en yta av 4 575 km². Det gör en befolkningsdensitet på 556,9 inv/km². Den administrativa huvudorten är staden Shahjahanpur. De största religionerna är Hinduism (79,63 %) och Islam (17,86 %).

## Administrativ indelning
Distriktet är indelat i fyra kommunliknande enheter, tehsils:
- Jalalabad, Powayan, Shahjahanpur, Tilhar

## Städer
Distriktets städer är huvudorten Shahjahanpur samt Allahganj, Jalalabad, Kanth, Katra, Khudaganj, Khutar, Powayan, Railway Settlement Roza, Shahjahanpur (Cantonment Board) och Tilhar.
Urbaniseringsgraden låg på 20,63 procent år 2001.